# István Veréb
István Veréb (Szombathely, 8 ottobre 1987) è un lottatore ungherese, specializzato nella lotta libera. In carriera ha vinto un bronzo mondiali e tre bronzi europei. Ha rappresentato l'Ungheria ai Giochi olimpici estivi di Pechino 2008 e Rio de Janeiro 2016.

## Palmarès
- Mondiali

Budapest 2013: bronzo nei -84 kg;
- Europei

Vantaa 2014: bronzo nei -84 kg;
Novi Sad 2017: bronzo nei -84 kg;
Bucarest 2019: bronzo nei -92 kg;